# Chrysotimus nigrichaetus
Chrysotimus nigrichaetus är en tvåvingeart som först beskrevs av Octave Parent 1933.  Chrysotimus nigrichaetus ingår i släktet Chrysotimus och familjen styltflugor. Inga underarter finns listade i Catalogue of Life.